# Желехлінек (гміна)
Гміна Желехлінек (пол. Gmina Żelechlinek) — сільська гміна у центральній Польщі. Належить до Томашовського повіту Лодзинського воєводства.
Станом на 31 грудня 2011 у гміні проживало 3392 особи.

## Площа
Згідно з даними за 2007 рік площа гміни становила 92.01 км², у тому числі:
- орні землі: 84.00%
- ліси: 11.00%

Таким чином, площа гміни становить 8.97% площі повіту.

## Населення
Станом на 31 грудня 2011:
| Опис     | Загалом | Загалом | Чоловіки | Чоловіки | Жінки | Жінки |
| -------- | ------- | ------- | -------- | -------- | ----- | ----- |
| одиниця  | осіб    | %       | осіб     | %        | осіб  | %     |
| все      | 3392    | 100     | 1653     | 48.73    | 1739  | 51.27 |
| міське   | 0       | 100     | 0        |          | 0     |       |
| сільське | 3392    | 100     | 1653     | 48.73    | 1739  | 51.27 |

## Сусідні гміни
Гміна Желехлінек межує з такими гмінами: Будзішевіце, Ґлухув, Єжув, Рава-Мазовецька, Черневіце.